# Систиг-Хем
Систиг-Хем (рос. Сыстыг-Хем) — сільське поселення (сумон), яке входить до складу Тоджинського кожууна Республіки Тива Російської Федерації. Адміністративним центром є село Систиг-Хем

## Населення
Населення сумона станом на 1 січня року
| Рік    | 2011 | 2012 | 2013 | 2014 | 2015 |
| ------ | ---- | ---- | ---- | ---- | ---- |
| Насел. | 144  | 149  | 149  | 139  | 141  |